# Memoria eidetica
La memoria eidetica (talvolta chiamata impropriamente memoria fotografica) è la capacità naturale di visualizzare mentalmente le immagini dopo averle viste solo per pochi istanti, con grande precisione e nitidezza per un breve periodo dopo la visione, senza utilizzare alcuna tecnica mnemonica specifica.
L'aggettivo eidetica deriva dalla parola greca antica εἶδος, (trasl. eîdos), "forma", "aspetto" (da una delle radici del verbo che indica la vista, ὁράω, trasl. horáō).
Anche se i termini memoria eidetica e memoria fotografica sono comunemente utilizzati in modo intercambiabile, sono in realtà distinti: con memoria eidetica ci si riferisce alla capacità di visualizzare i ricordi come fotografie per alcuni minuti, e con memoria fotografica alla capacità di ricordare pagine di testo, di numeri o simili, in grande dettaglio. Distinguendo i due fenomeni, la memoria eidetica è stata riscontrata in un piccolo numero di individui, tra il 2% e il 10% dei bambini aventi dai 6 ai 12 anni di età, e generalmente non negli adulti; mentre l'esistenza della vera memoria fotografica, invece, non è mai stata dimostrata.
La memoria eidetica non si limita agli aspetti visivi, ma include anche memorie uditive - o, più generalmente, sensoriali - attraverso una gamma di stimoli associati o associabili ad un'immagine visiva. L'esempio più eclatante di ciò riguarda il noto musicista Wolfgang Amadeus Mozart: egli, senza aver mai visto lo spartito del Miserere di Gregorio Allegri, solo dopo averne ascoltato due esecuzioni corali fu in grado di trascriverlo a memoria, di fatto riproducendolo per intero. In questo caso specifico, si è trattato di un fenomeno al di là delle capacità della maggior parte delle persone, anche di quelle con memoria eidetica.

## Cultura di massa
La memoria eidetica è stata spesso utilizzata in letteratura e nella fiction per caratterizzare personaggi con capacità molto particolari:
- Nel film Red Dragon, Hannibal Lecter dice a Will Graham di essere un eidetico.
- Patrick Jane, della serie The Mentalist, è capace di ricordare dettagli a distanza di anni, e persino tutte le persone a cui ha stretto la mano nel corso della sua vita.
- Nella serie televisiva Fringe, la protagonista Olivia Dunham afferma più volte di avere una memoria eidetica.
- Nella serie televisiva The Big Bang Theory uno dei protagonisti, il fisico teorico Sheldon Cooper, afferma in più occasioni di avere una memoria eidetica.[10]
- Nella serie televisiva Chuck il protagonista, Chuck, a seguito dell'installazione di dati del governo nel suo cervello presenta costantemente manifestazioni di memoria eidetica.
- Adrian Monk, della serie Detective Monk, ha una memoria di questo tipo.
- Nella serie televisiva Criminal Minds uno dei protagonisti, il dottor Spencer Reid, afferma in più occasioni di avere una memoria eidetica.
- Sandrone Dazieri, autore e personaggio omonimo di alcuni suoi romanzi noir, afferma di avere una memoria eidetica.
- Il protagonista di Psych, Shawn Spencer, ha una memoria eidetica che utilizza per risolvere crimini, fingendosi un sensitivo come copertura.
- Nella serie televisiva Suits uno dei protagonisti, Mike Ross, viene assunto in uno studio legale quando dà dimostrazione della sua memoria eidetica, la quale gli permette di risolvere casi importanti e di imparare interi manuali di diritto dopo averli letti una sola volta.
- Il personaggio Sette di Nove, tra i protagonisti della serie televisiva Star Trek: Voyager, è in possesso di una memoria eidetica (ep. 4x20 Faccia a faccia).
- Il protagonista di Quantum Leap, Sam Beckett, ha una memoria eidetica, come affermato dal suo amico Al nell'episodio 2x10 "Stelle cadenti".
- Nell'episodio 2x01 della serie televisiva Nikita, viene menzionato che l'ex capo della Divisione Percy, Xander Berkeley, possiede una memoria eidetica, infatti ha salvate nella mente informazioni riguardanti una scatola nera.
- Nel film Il codice da Vinci, Robert Langdon mostra una memoria simile a quella eidetica, ma lui stesso dice di non averla.
- Nel romanzo Inferno dell'autore Dan Brown, è lo stesso Robert Langdon che più volte afferma di possedere la memoria eidetica.
- Nel telefilm "Scorpion", serie televisiva basata sulla collaborazione con il governo di un gruppo di geni con diverse peculiarità e un altissimo QI, il protagonista Sylvester più volte utilizza la memoria eidetica in diverse situazioni.
- Nella serie televisiva A.N.T. Farm - Accademia Nuovi Talenti (Disney Channel), Olive Doyle (Sierra Nikole McCormick) è un computer umano grazie alla sua memoria eidetica.
- Nella serie televisiva Prison Break, Michael Scofield possiede una memoria eidetica.
- Nella serie televisiva Buffy: The Vampire Slayer, Dawn Summers possiede una memoria eidetica.
- Ichabod Crane, protagonista maschile della serie televisiva Sleepy Hollow, afferma di possedere una memoria eidetica.
- Gregory House, protagonista della serie Dr House, ha questo tipo di memoria.
- Leonardo da Vinci, protagonista della serie Da Vinci's Demons, afferma di possedere una memoria eidetica.
- Nella serie televisiva Grey's Anatomy, Lexie Gray possiede questo tipo di memoria.
- Lisbeth Salander della serie di romanzi Millennium possiede questo tipo di memoria.
- Nella serie televisiva The Good Doctor la memoria eidetica del protagonista Shaun Murphy è suggerita dalle immagini utilizzate per raffigurare il suo pensiero oltre che da sue affermazioni.
- Nella serie televisiva Squadra antimafia 7, il vicequestore aggiunto Davide Tempofosco (Giovanni Scifoni) possiede una memoria eidetica.
- Nella serie televisiva Mayans M.C. il protagonista, Ezekiel "EZ" Reyes, afferma di avere una memoria eidetica.
- Nel racconto breve Funes, o della memoria, in "Finzioni" di Jorge Luis Borges, il protagonista Ireneo Funes è chiaramente affetto da memoria eidetica, che è anche la sua condanna.
- Nella serie animata Classroom of the Elite il protagonista, Kiyotaka Ayanokoji possiede chiaramente una memoria eidetica